# Stazione di Santopadre
La stazione di Santopadre è una fermata ferroviaria posta sulla ferrovia Avezzano-Roccasecca, a servizio del comune di Santopadre.

## Storia
La fermata di Santopadre venne attivata nel 1949, nel secondo dopoguerra, dopo la riattivazione del tratto Sora-Roccasecca. Nel 2002 a seguito della frana di Arpino, la fermata di Santopadre è divenuta capolinea temporaneo dei servizi da e per Cassino fino al mese di Agosto quando la circolazione dei treni venne ripristinata su tutta la linea. Nel 2006 è stata dotata della segnaletica RFI.
A discapito del nome, il comune di Santopadre si trova ad alcuni chilometri di distanza, su una collina sovrastante. La fermata è situata a ridosso del confine tra i comuni di Fontana Liri e Arpino, nella frazione Vagni. Il fabbricato viaggiatori non è più in uso e attualmente è adibito ad abitazione privata. Resta accessibile la banchina situata a lato dell'unico binario passante, con una piccola pensilina. La fermata è situata in curva, subito prima dell'imbocco della galleria Scrime, la più lunga dell'intera linea, che la collega alla stazione di Arpino.

## Strutture e impianti
Nell'estate del 2022 la Stazione, insieme all'intera linea, è stata interessata da lavori di rinnovo dell'armamento e attrezzaggio propedeutico per l'installazione del sistema di segnalamento di ultima generazione di tipo ETCS Regional livello 2/3, che verrà ultimato negli anni successivi.

## Movimento
Trovandosi lontana dai centri abitati, la fermata non ha mai conosciuto un elevato movimento passeggeri. Le uniche corse che vi fermano sono di tipo regionale verso le stazioni di Cassino e Avezzano, svolti da Trenitalia per conto della Regione Lazio.
La stazione non ha mai avuto servizio merci.